# Donja Slapnica
Donja Slapnica (en cyrillique : Доња Слапница) est un village de Bosnie-Herzégovine. Il est situé dans la municipalité de Velika Kladuša, dans le canton d'Una-Sana et dans la fédération de Bosnie-et-Herzégovine. Selon les premiers résultats du recensement bosnien de 2013, il compte 504 habitants.

## Géographie
Le village est situé au bord de la rivière Slapnica.

## Démographie

### Évolution historique de la population dans la localité
| 1948 | 1953 | 1961 | 1971 | 1981 | 1991 | 2013 |
| ---- | ---- | ---- | ---- | ---- | ---- | ---- |
| -    | -    | 393  | 495  | 581  | 549  | 504  |

|  |

### Communauté locale
En 1991, Donja Slapnica faisait partie de la communauté locale de Slpanica qui comptait 1 363 habitants, répartis de la manière suivante :